# William B. Shattuc

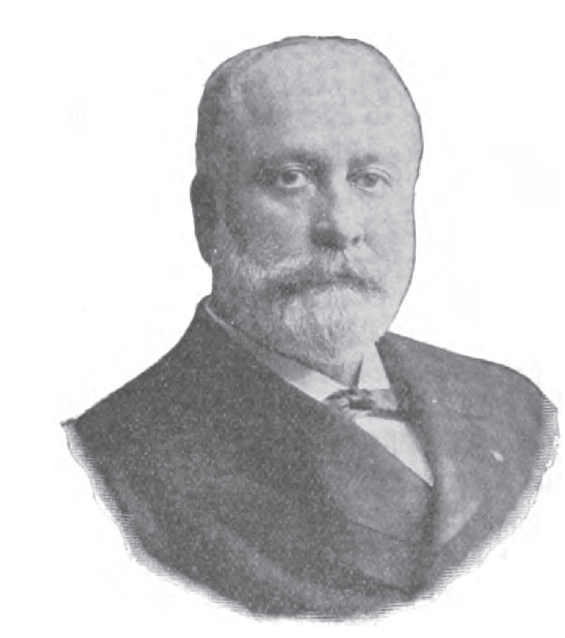
William B. Shattuc

William Bunn Shattuc (* 11. Juni 1841 in Hector, Schuyler County, New York; † 13. Juli 1911 in Cincinnati, Ohio) war ein US-amerikanischer Politiker der Republikanischen Partei. Von 1897 bis 1903 war er Mitglied des Repräsentantenhauses der Vereinigten Staaten für den 1. Kongressdistrikt des Bundesstaates Ohio.

## Leben
William Bunn Shattuc wurde in Hector in New York geboren. 1862 zog er mit seinen Eltern in die Nähe von Sandusky. Während des Sezessionskrieges diente er als Second Lieutenant. Im Februar 1863 wurde er im Range eines First Lieutenant aus der Armee entlassen. Von 1865 bis 1894 war er bei der Mississippi Railway Company beschäftigt. Im Staatssenat saß er 1895. Als Vertreter des 1. Distrikts von Ohio saß er von 1897 bis 1903 im US-Repräsentantenhaus. Er ließ sich 1902 nicht zur Wiederwahl aufstellen.
Shattuc starb 1911 in Cincinnati. Er wurde auf dem Spring Grove Cemetery beigesetzt. 